# Поползневый древолаз
Поползневый древолаз (лат. Sittasomus griseicapillus) — вид воробьинообразных птиц из семейства печниковых (Furnariidae), выделяемый в монотипный род поползневых древолазов (Sittasomus). Поползневые древолазы обитают в Южной и Центральной Америке. Обычная и широко распространённая птица, населяющая влажные и сырые леса, лесные границы (опушки), тенистые старые вторичные лесные насаждения и плантации и засушливые саванны. Встречаются на высоте до 2300 метров над уровнем моря, но более многочисленны на высоте до 1500 метров над у.м..

## Описание
Длина тела — 14,5—16,5 см, и масса около 13 грамм. Клюв короткий, тонкий. Оперение головы, шеи, груди и брюшка оливково-серое, спинной стороны оливково-коричневое; оперение спины около хвоста и огузка, маховые перья и перья хвоста бурые.

### Голос
Песня бывает разной: быстрая трель — «тр-р-р-р-р-р-р-ию», продолжительностью в 3 секунды, и состоящая из серий коротких пиков которая быстро повышается, затем снова снижается — «ву-ву-ву-ви-ви-ви-ии-ии-ии-ии-ии-ии-ви-ви-ви-ву-ву-ву». Повторяется эта песня несколько раз с промежутком в несколько минут.

### Схожие виды
С поползневым древолазом можно стравить только с долотоклювым древолазом, у которого короткий коренастый клюв, а также мелкие брови и крапинки на горле и груди. В полёте схож с свенсоновым, или американским дроздом.

## Размножение
Птицы строят гнездо в листве на пальмах на высоте до 12 метров над землёй. В кладке до трёх белых яиц.

## Таксономия
Всего 15 подвидов. На основании различия размеров и окраса, их можно разделить на пять групп:
1. видовая группа griseicapillus: S. g. griseicapillus, S. g. amazonus, S. g. axillaris, S. g. transitivus и S. g. viridis — из Амазонии и Гран-Чако;
2. видовая группа aequatorialis: S. g. aequatorialis — прибрежные районы Южной Америки Тихого океана;
3. видовая группа griseus: S. g. griseus, S. g. jaliscensis, S. g. gracileus, S. g. sylvioides, S. g. perijanus и S. g. tachirensis — в Центральной и на севере Южной Америки;
4. видовая группа reiseri: S. g. reiseri — северо-восток Бразилии;
5. видовая группа sylviellus: S. g. sylviellus и S. g. olivaceus — восток и юго-восток Южной Америки.

### Распространение подвидов
- Sittasomus griseicapillus jaliscensis — Мексика — на западе от юга Наярита, на востоке от востока Сан-Луис-Потоси и от юго-запада Тамаулипаса южнее до перешейка Теуантепек[1];
- Sittasomus griseicapillus sylvioides — Центральная Америка, юг и восток перешейка Теуантепек, а также с юга Мексики (Веракрус, центральный Табаско, Оахака и Чьяпас) южнее до северо-запада Колумбии (север Кордобы и север Боливара)[1];
- Sittasomus griseicapillus gracileus — юго-восточная Мексика (от полуострова Юкатан южнее на восток Табаско, юг Кампече и юг Кинтана-Роо), а также северная Гватемала (Петен) и север Бразилии[1];
- Sittasomus griseicapillus perijanus — северо-восток Колумбии (северо-запад Магдалены и запад Гуахира) и крайний северо-запад Венесуэлы (Сьерра-де-Периха)[1];
- Sittasomus griseicapillus tachirensis — север Колумбии (юг Боливар и Сантандер) и запад Венесуэлы (юго-запад Тачира)[1];
- Sittasomus griseicapillus griseus — восточные Анды и прибрежные районы севера Венесуэлы (с юга и запада Лара южнее до Мерида и юго-запада Баринаса, а также с центральной части и юго-востока Фалькона восточнее до Сукре и севера Монагаса), а также остров Тобаго[1];
- Sittasomus griseicapillus aequatorialis — прибрежные районы Южной Америки Тихого океана — от запада Эквадора (на юге от Эсмеральдас) южнее до северо-запада Перу (Тумбес)[1];
- Sittasomus griseicapillus amazonus — запад Амазонии — север и юг Амазонской реки, от юго-востока Колумбии (на юге от южного Мета, Вичада и Гуаинья) и юга Венесуэлы (запад и юг Амасонас) южнее до восточного Эквадора, восточного Перу, а также севера и запада Бразилии[1];
- Sittasomus griseicapillus axillaris — северо-восточная Амазония — север Амазонки, юго-восток Венесуэлы (центральный и северный Амасонас и Боливар), Гайана, Французская Гвиана и северная Бразилия (от низа реки Риу-Негру восточнее до Амапа); возможно распространён и в Суринаме[1];
- Sittasomus griseicapillus transitivus — юго-восток бразильской Амазония — юг Амазонки, на востоке от верха реки Тапажос южнее в северо-восток Мату-Гросу[1];
- Sittasomus griseicapillus viridis — амазонская Боливия (Бени, Ла-Пас, Кочабамба, север и восток Санта-Круса)[1];
- Sittasomus griseicapillus griseicapillus — центральная часть Южной Америки — с северо-востока Боливии, юга центральной части Бразилии и севера и запада Парагвая южнее до севера центральной Аргентины[1];
- Sittasomus griseicapillus reiseri — северо-восток Бразилии (от юного Мараньяна, Сеара и Пернамбуку южнее до Токантинс и севера и запада Баия)[1];
- Sittasomus griseicapillus olivaceus — прибрежные районы восточной Бразилии (юго-восток Баия)[1];
- Sittasomus griseicapillus sylviellus — юго-восток Южной Америки — юго-восток и юг Бразилии, юго-восток Парагвая, северо-восток Аргентины и северо-восток Уругвая[1].

## Фото

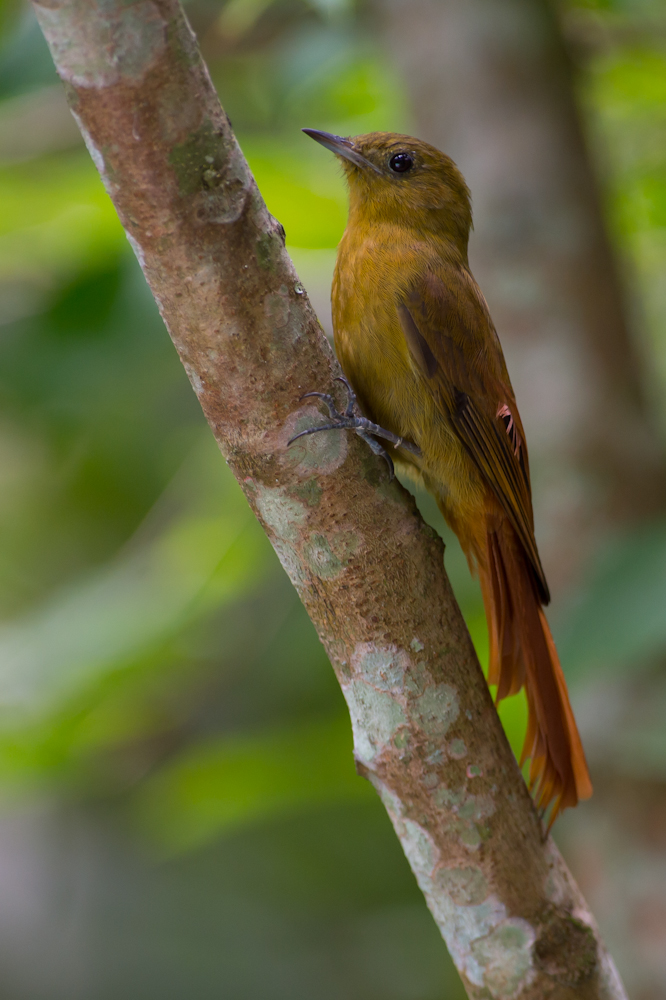
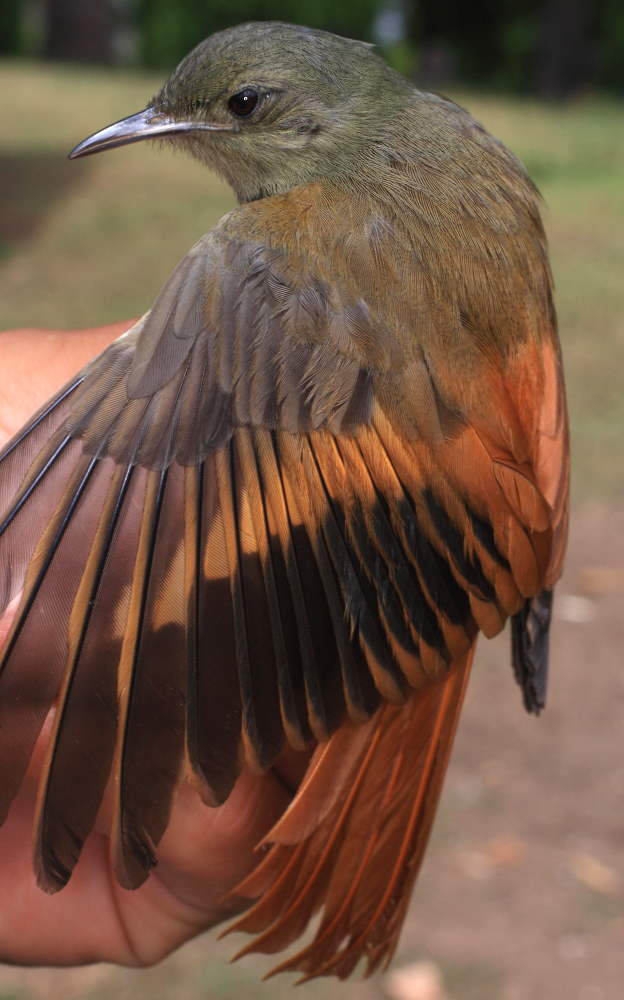
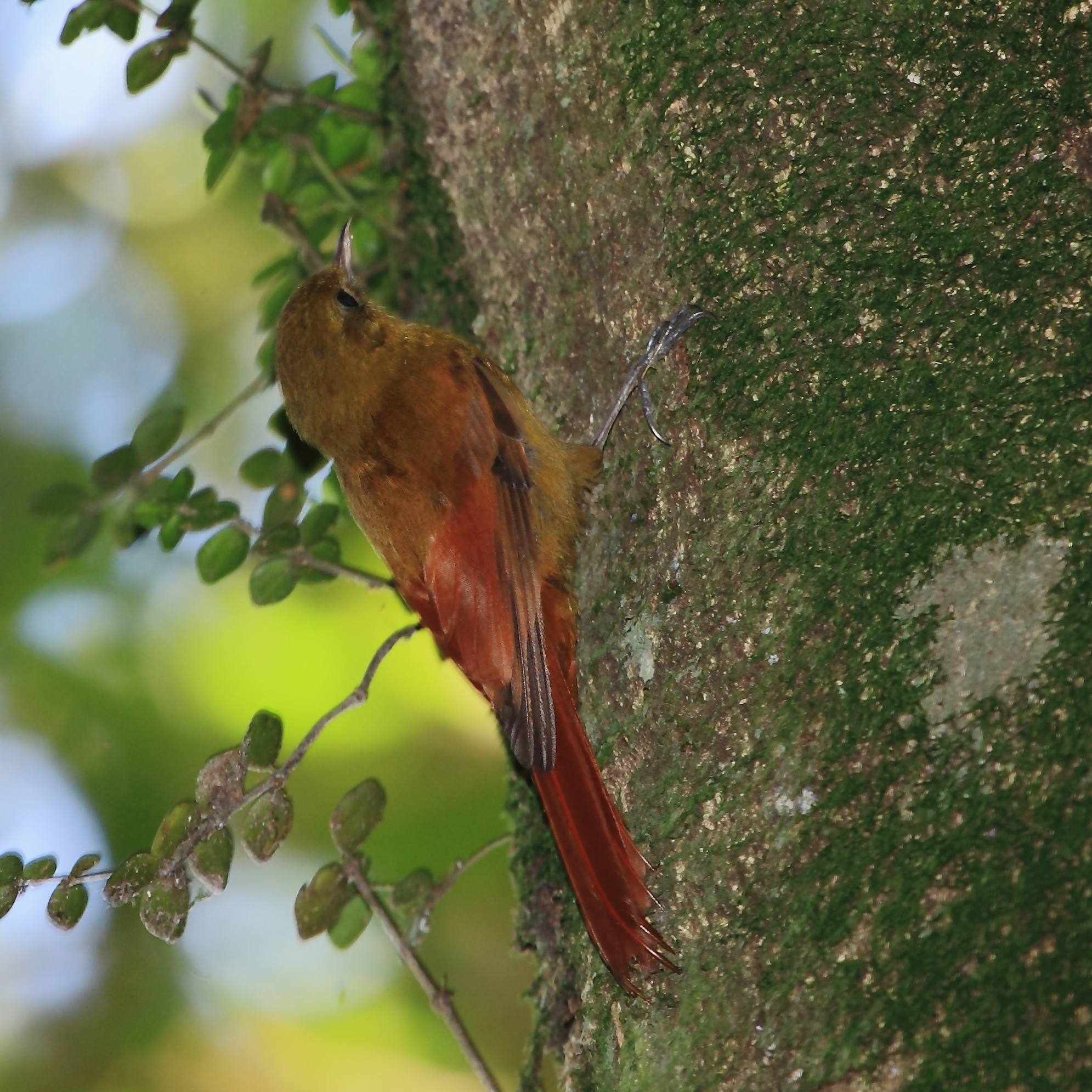
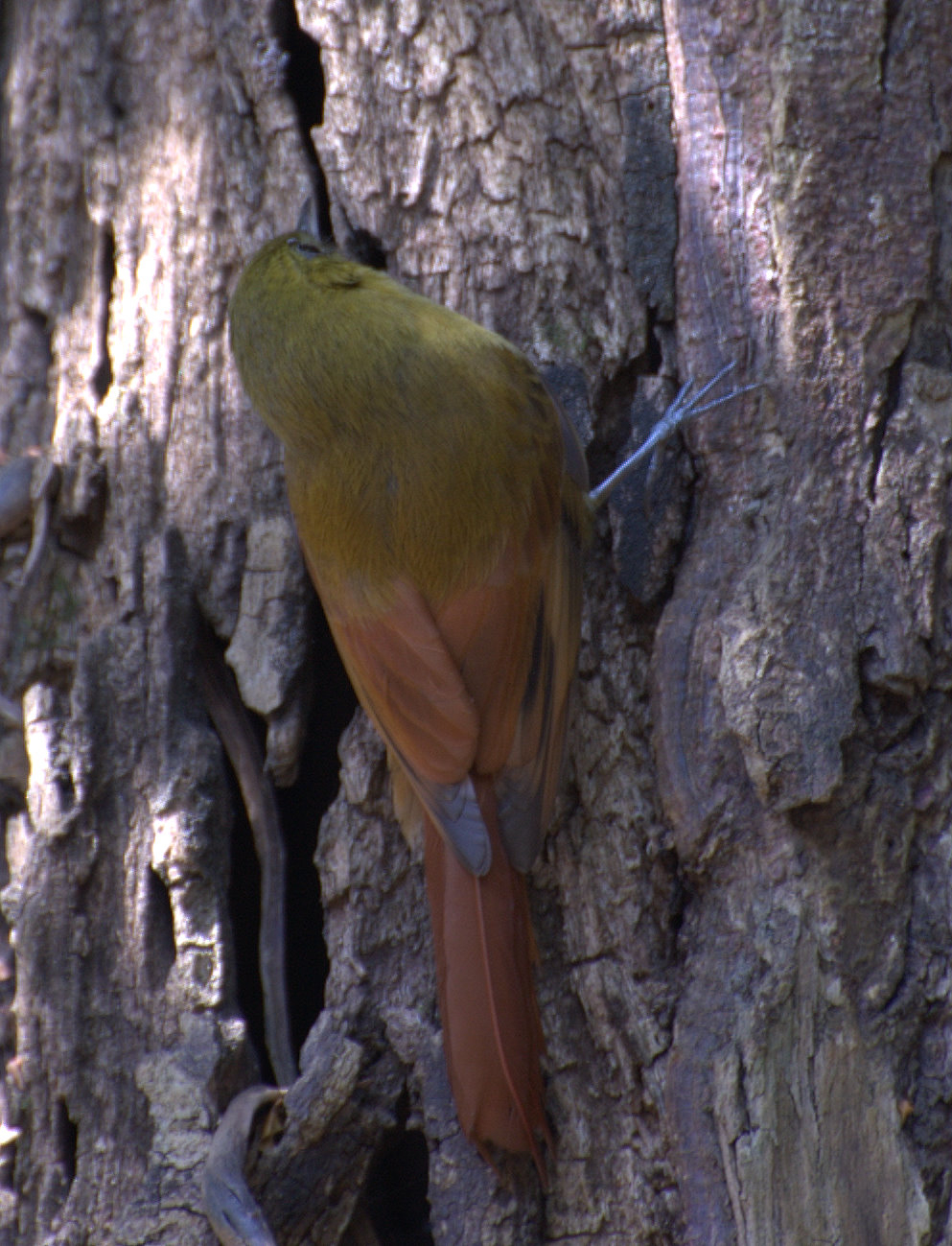